# Zaporózhskaya
Zaporózhskaya (del ruso: Запоро́жская) es una stanitsa del raión de Temriuk del krai de Krasnodar del sur de Rusia. Está situada a orillas del golfo de Dinskaya de la península de Tamán, 45 km al oeste de Temriuk y 170 km al oeste de Krasnodar, la capital del krai. Tenía 1 524 habitantes en 2010.
Es cabeza del municipio Zaporózhskoye, al que pertenecen asimismo Batareika, Beregovói, Garkusha, Ilich, Chushka, Krasnoarmeiski y Priazovski.

## Historia
Fue fundada en 1901 como jútor Dinskói por colonos provenientes de la stanitsa Dinskaya, consiguiendo a su vez ese estatus en 1910. Su nombre fue escogido en homenaje a Zaporizhia, territorio origen de los cosacos del Mar Negro.

## Economía y transporte
Las principales actividades económicas de la localidad son la viticultura, la avicultura y la ganadería.
Al norte de la localidad pasa la carretera federal M25 Novorosíisk-Port Kavkaz (estrecho de Kerch) y el ferrocarril entre Krymsk, Anapa (donde se halla el aeropuerto más cercano) y el anterior puerto.